# Mecsek Autópálya Koncessziós Zrt.
A Gazdasági és Közlekedési Minisztérium a Magyar Köztársaság nevében közbeszerzési pályázati eljárást írt ki a projektre 2007. április 11-én, amely a Parlament jóváhagyását követően 2007. november 21-én, a Mecsek Autópálya Konzorcium (Strabag AG, Colas S.A., Bouygues Travaux Publics S.A., John Laing Infrastructure Limited, és az Intertoll-Europe Zrt.) és a Magyar Köztársaság közötti koncessziós szerződés aláírásával zárult le.
A megállapodás értelmében az M6 Szekszárd-Bóly, illetve az M60 Bóly-Pécs szakasza Köz- és Magánszféra Partnerség (PPP) keretein belül valósul meg. A projekt az említett szakaszok megépítését, üzemeltetését és fenntartását, valamint ezen tevékenységek finanszírozását foglalja magába. A kivitelezés szerződés szerinti befejezési időpontja: 2010. március 31.
A Project Finance International Magazine által alapított PFI Annual Awards PPP "Az év üzlete díját" 2008 januárjában az Európa-Közel-Kelet-Afrika régióban az M6-os autópálya Szekszárd-Bóly és az M60-as sztráda Bóly-Pécs közötti szakaszának szerződése kapta.

## Fejlesztések

### M6

#### M6-M9 csomópont (141+300 km - 142+482 km szelvény)
Ezen szakaszon az autópálya nyomvonala Tolna vármegye területén halad, két település (Mözs, Szekszárd) közigazgatási területét érintve. Az M6-M9 forgalmi csomópont a 141+700 km szelvényben található.
A korábban megvalósult M9 autóutat az M6 autópálya felüljáróval keresztezi. A keresztezést követően 3-5 méteres töltésmagassággal csatlakozik a követő szakaszhoz.

#### M6 autópálya Szekszárd és Bóly (144+200-192+200 kilométer) között
A szakasz 48 kilométer hosszú, az autópálya kétszer kétsávos, osztott pályás úttesttel (2x2x3,75 méter) és vészhelyzeti célokat szolgáló burkolt leállósávokkal készül. 4 alagútpár (egyenként 2x1331 méter, 2x399 méter, 2x865 méter, 2x418 méter hosszúságúak) és 47 műtárgy (hidak, völgyhidak) épül. 3 pihenőhelyet (Sárpilis: egyszerű, Geresd: komplex, Szebény: egyszerű) alakítanak ki. Bátaszéknél autópálya-mérnökség létesül.

### M60

#### M60 autópálya Bóly és Pécs-déli csomópont (0+000-30+200 kilométer) között
A szakasz 30,2 kilométer hosszú, az autópálya kétszer kétsávos, osztott pályás úttesttel (2x2x3.75 méter) és vészhelyzeti célokat szolgáló burkolt leállósávokkal készül. 2 pihenőhelyet (Szajk: egyszerű, Belvárdgyula: komplex) alakítanak ki. Pécsudvarnál autópálya-mérnökség létesül. A szakaszon 4 csomópont lesz.

## Külső hivatkozások
- www.mecsekautopalya.hu - Hivatalos honlap